# Solifor Point
Das Kap Solifor Point (selten auch Solifer Point) liegt an der Küste Gambias in Westafrika zum Atlantischen Ozean. Es ist der westlichste Punkt des Landes.